# New Day Will Rise
"New Day Will Rise" é uma canção da cantora israelita Yuval Raphael. Escrita por Keren Peles e produzida por Tomer Biran, foi lançada a 9 de março de 2025. A canção representou Israel no Festival Eurovisão da Canção de 2025, onde ficou em 2.º lugar com 357 pontos, sendo a vencedora do televoto de Portugal.

## Festival Eurovisão da Canção

### HaKokhav HaBa e composição
A emissora israelita para o Festival Eurovisão da Canção, a Corporação de Radiodifusão Pública de Israel (IPBC/Kan), utilizou o concurso de canto HaKokhav HaBa para selecionar o seu cantor para o Festival Eurovisão da Canção 2025. No final da competição, Yuval Raphael emergiu vitorioso a 22 de janeiro de 2025, conquistando o direito de representar Israel no concurso. O processo de composição para a canção da emissora começou três semanas antes, com um comité interno liderado por Barak Itzkovitch (diretor das estações de música da Kan) a ouvir aproximadamente 54 submissões.
A seleção ocorreu em duas rondas. Na primeira ronda, as 54 submissões foram ouvidas e uma votação foi realizada entre os membros do comité, tendo sido escolhidas as três melhores canções. Posteriormente, Raphael gravou novas versões das canções com a sua própria voz. Os membros do comité reuniram-se novamente e ouviram as três canções, desta vez na voz de Raphael, e uma nova ronda de votação foi realizada. A canção «New Day Will Rise», escrita por Keren Peles e produzida por Tomer Biran, foi escolhida por unanimidade por todos os membros do comité. A seguir, a sua letra foi enviada para aprovação da União Europeia de Radiodifusão, que é responsável pelo Festival Eurovisão da Canção. A 17 de fevereiro, foi anunciado que a canção havia sido aprovada. O seu videoclipe foi filmado a 25–26 de fevereiro.